# ديرون واشنطن
ديرون واشنطن (بالإنجليزية: Deron Washington)‏ مواليد 12 ديسمبر 1985 في نيو أورلينز، هو لاعب كرة سلة أمريكي. بدأ مسيرته الاحترافية في سنة 2008. تم اختياره من قبل فريق ديترويت بيستونز خلال الدرافت. يلعب في ليغا باسكيت الدرجة الأولى. يحمل الرقم 17. يبلغ طوله 6 قدم 8 بوصة (2.0 م).

## المسيرة الاحترافية
لعب مع أوبرادويرو لكرة السلة في الدوري الإسباني من سنة 2010 إلى 2012، ثم لعب مع بستويا باسكت 2000 من سنة 2013 إلى 2015، ثم لعب مع جويرينو فانولي باسكت في الدوري الإيطالي في موسم 2015–2016.

## روابط خارجية
- ديرون واشنطن على موقع سبورتس رفرنس (الإنجليزية)
- ديرون واشنطن على موقع الدوري الإسباني لكرة السلة (الإسبانية)
- ديرون واشنطن على موقع كرة السلة الأوروبية.كوم (الإنجليزية)
- ديرون واشنطن على موقع إي إس بي إن.كوم (الإنجليزية)
- ديرون واشنطن على موقع كلية كرة السلة في سبورتس رفرنس.كوم (الإنجليزية)
- ديرون واشنطن على موقع ريلجم (الإنجليزية)
- ديرون واشنطن على موقع بروبوليرز (الإنجليزية)
- ديرون واشنطن على موقع سبورتس رفرنس (الإنجليزية)
- ديرون واشنطن على موقع سبورتس رفرنس (الإنجليزية)